# Pseudonoorda brunneiflava
Pseudonoorda brunneiflava là một loài bướm đêm trong họ Crambidae.